# Кечёвка
Кечёвка — река в Удмуртии, левый приток реки Иж.
Длина реки — 14 км. Протекает по западной части Малопургинского района. Впадает в Иж в посёлке Яган.
В верхней части течёт на север, здесь на берегах плотно расположены населённые пункты Верхнее Кечёво, Кечёво, Среднее- и Нижнее Кечёво, а реку пересекает железнодорожная магистраль Москва — Екатеринбург. В нижней части река течёт на северо-запад и на запад.

## Данные водного реестра
По данным государственного водного реестра России относится к Камскому бассейновому округу, водохозяйственный участок реки — Иж от истока и до устья, речной подбассейн реки — бассейны притоков Камы до впадения Белой. Речной бассейн реки — Кама.
Код водного объекта в государственном водном реестре — 10010101212111100027231.